# CWテレビジョンネットワーク
CWテレビジョンネットワーク（The CW Television Network、The CW）は、アメリカ合衆国の民間放送テレビ・ネットワーク。2006年9月18日に開局。CBSコーポレーションとワーナー・ブラザースの合弁企業として設立された。
地上波放送のほか、ケーブルテレビにおいても配信されている。

## 開局までの経緯
The CW（以下、便宜上「CW」）の前身であるThe WB（以下、「WB」）はワーナーが、UPNはChris-Craft Industriesが作ったテレビネットワークであり、ともに1995年1月に開局した。この2つのネットワークは、ワーナーとChris-Craft Industriesが1993年に共同で立ち上げたものの1995年に分解した全国ネットワーク、Prime Time Entertainment Network（PTEN）の後継企業であった。PTENは独自の番組をそれぞれのネットワークに供給するシンジケートサービスとして1997年まで存続した。
しかし、同じように新興のネットワークとして出発したFoxが徐々に視聴者とネット局を増やし、ABC、NBC、CBSのビッグ3と呼ばれていたテレビネットワークに食い込みビッグ4となったのとは対照的に、WBとUPNはカルト的なヒット番組を生み出したものの財政的には不振が続き、先行するネットワークに追い着くことはできなかった。
このため、ワーナー・ブラザースとCBSは2006年1月24日に、UPNとWBを閉鎖しCWとして合併することを発表。9月18日の新シーズンからスタートした。
加盟局に関しては、WBとUPNに加盟していた放送局がCWに移行し、全米で放送されている。WBに資本参加していたトリビューン社（有力紙シカゴ・トリビューンや、ロサンゼルス・タイムズの親会社）が保有していたWBの加盟局や、CBSコーポレーションが保有していたUPNの直営局も含まれる。WBが結成当時に独立局が無い田舎の中小都市向けにケーブルテレビ（のちにデジタル放送にも進出する）でしか視聴できないミニ放送局を設置したが、これらもCWに移行している。
基本編成はWBの名残があり、毎晩2時間のプライムタイム以外に日中2時間（主にシンジケーション）と土曜朝（アニメ番組）にCWが番組を配給。自主編成をしないミニ放送局の為に24時間何らかの番組を供給している。
プライムタイムでは基本的に、WBとUPNから人気番組が引き継がれた。CWの2006年秋のラインナップのうち、新番組はドラマ、シットコムとも、各1本あったのみである（#開局時のプライムタイム番組も参照）。旧2社はともに、他ネットワークより低めの視聴者層を想定していたが、この流れはCWでも引き継がれた。開局日の特別番組で、各番組のキャストらが番組紹介を行うとともに、新生ネットワークの方向性をアピールし、9月20日にはそれまでUPNで放送されていた「America's Next Top Model」を放送開始した。
一方、UPN加盟局を中心にCWから漏れた放送局にはFox所有の放送局が含まれていたこともあり、Foxが旗振り役となってマイネットワークTVが設立された。マイネットワークTVは後年、UPNからCWに移行していた『WWEスマックダウン』を鞍替えさせることに成功している。

## 開局時のプライムタイム番組
2006年5月に発表された、新生CW系列の2006年秋プライムタイム・ラインナップは以下のようになっていた。
ちなみに、アメリカ合衆国の「プライムタイム」は三大ネットワーク（ABC・CBS・NBC）の場合、月曜日から土曜日までは基本的に20:00-23:00、日曜日は19:00-23:00だが、土曜日にネットワーク配給のドラマやシットコムの初回放送が行われることはほとんどなく、通常は人気番組の再放送やスポーツ中継などが流される。一方、FoxとCW（および旧WBと旧UPN）の場合、プライムタイムは基本的に22:00終了。Foxは土曜日のプライムタイム枠でドキュメンタリー・タイプの番組を組んでいるが、CW（および旧WBと旧UPN）には土曜日のプライムタイム枠がない。
（U）＝旧UPNからの継続番組
（W）＝旧WBからの継続番組
（新）＝CW独自の新番組
| 時    | 月曜日          | 火曜日                                | 水曜日                         | 木曜日                               | 金曜日                                                             | 日曜日                                                  |                |                |                |                |
| 19    | -               | -                                     | -                              | -                                    | -                                                                  | Everybody Hates Chris（U）                              |                |                |                |                |
| 19:30 | -               | -                                     | -                              | -                                    | -                                                                  | All of Us（U）                                          |                |                |                |                |
| 20    | 7th Heaven（W） | ギルモア・ガールズ Gilmore Girls（W） | America's Next Top Model （U） | ヤング・スーパーマン Smallville（W） | WWEフライデー・ナイト・スマックダウン Friday Night Smackdown!（U） | Girlfriends（U）                                        |                |                |                |                |
| 20:30 | 7th Heaven（W） | ギルモア・ガールズ Gilmore Girls（W） | America's Next Top Model （U） | ヤング・スーパーマン Smallville（W） | WWEフライデー・ナイト・スマックダウン Friday Night Smackdown!（U） | The Game（新）                                          | The Game（新） | The Game（新） | The Game（新） | The Game（新） |
| 21    | Runaway（新）   | ヴェロニカ・マーズ Veronica Mars（U） | One Tree Hill （W）            | スーパーナチュラル Supernatural（W） | WWEフライデー・ナイト・スマックダウン Friday Night Smackdown!（U） | America's Next Top Model（同週水曜放送分の再放送）（U） |                |                |                |                |

※太字部分はウィキペディア日本語版記事へのリンク（邦題未定の作品は原題のまま）。斜体文字部分は原題および英語版ウィキペディア記事へのリンク。